# Coleophora lineata
Coleophora lineata é uma espécie de mariposa do gênero Coleophora pertencente à família Coleophoridae.